# Safipro
Santa Cruz Films Producciones, más conocida como Safipro, es una productora de televisión boliviana, fundada por Enrique Alfonso en 1986, dedicada llevar a las pantallas historias costumbristas y típicas de Santa Cruz y el Oriente boliviano.

## Historia
Enrique Alfonso emigró con toda su familia a Santa Cruz de la Sierra en 1951. Alfonso hacía teatro y vio que tenía mucho éxito con obras costumbristas y adaptó cuentos populares como La viudita, El duende y El carretón de la otra vida.
La empresa, de nombre Safipro, estuvo conformada por Efraín Capobianco, Juan Miranda, María del Carmen Natusch, Gloria Natusch y Enrique Alfonso como el director general.
La primera producción fue Carmelo Hurtado, en 1986, se trasladaron a Concepción para realizar lo que creían que sería un cuento. Recopilaron anécdotas hablando con distintas personas, especialmente ancianos. El corto se había convertido en una miniserie de quince capítulos.
Con el paso de los años se filmaron historias costumbristas y adaptaciones de novelas de escritores cruceños mejorando cada vez más la calidad con el fin de divulgar la cultura,las tradiciones y costumbres cruceñas y del Oriente boliviano.
Ricardo Alfonso, hijo del fallecido Enrique Alfonso, dirige la productora en la actualidad.

## Producciones
Santa Cruz Films Producciones
| Título                                                                             | Año  | Formato    | Cadena original       | Sindicación | Notas                   |
| ---------------------------------------------------------------------------------- | ---- | ---------- | --------------------- | ----------- | ----------------------- |
| Carmelo Hurtado                                                                    | 1987 | Telenovela | Cruceña de Televisión | TVB (2000)  | Distribuido por Safipro |
| La Virgen de las Siete Calles                                                      | 1987 | Telenovela | Cruceña de Televisión | TVB (2000)  | Distribuido por Safipro |
| Cuentos navideños: El regalo / Se busca un Papa Noel                               | 1987 | Unitario   | Cruceña de Televisión | TVB (2000)  | Distribuido por Safipro |
| El retorno (Carmelo Hurtado II)                                                    | 1988 | Telenovela | Cruceña de Televisión | TVB (2000)  | Distribuido por Safipro |
| La última expedición                                                               | 1989 | Miniserie  | Cruceña de Televisión | TVB (2000)  | Distribuido por Safipro |
| Los pioneros                                                                       | 1990 | Telenovela | Teleoriente           | TVB (2000)  | Distribuido por Safipro |
| Cuentos navideños II: El nacimiento / El brindis                                   | 1990 | Unitario   | Galavisión (Red CDT)  | TVB (2000)  | Distribuido por Safipro |
| Cuentos y leyendas del Oriente boliviano                                           | 1991 | Serie      | Galavisión (Red CDT)  | TVB (2000)  | Distribuido por Safipro |
| Cuentos navideños III: Papa Noel se jubila                                         | 1992 | Unitario   | Galavisión (Red CDT)  | TVB (2000)  | Distribuido por Safipro |
| Una vida, un destino                                                               | 1993 | Telenovela | Galavisión (Red CDT)  | TVB (2000)  | Distribuido por Safipro |
| La Fundación                                                                       | 1993 | Miniserie  | Galavisión (Red CDT)  | TVB (2000)  | Distribuido por Safipro |
| Más cuentos y leyendas                                                             | 1994 | Serie      | Galavisión (Red CDT)  | TVB (2000)  | Distribuido por Safipro |
| Una historia, una canción                                                          | 1995 | Serie      | Galavisión (Red CDT)  | TVB (2000)  | Distribuido por Safipro |
| Luna de locos                                                                      | 1995 | Serie      | Galavisión (Red CDT)  | TVB (2000)  | Distribuido por Safipro |
| Cuentos navideños IV: Una navidad diferente / Secuestraron al niño                 | 1995 | Unitario   | Galavisión (Red CDT)  | TVB (2000)  | Distribuido por Safipro |
| Tardes antiguas                                                                    | 1996 | Serie      | Bolivisión            | TVB (2000)  | Distribuido por Safipro |
| Cuentos navideños V: Martín el zapatero / Sucedió en Belén / El juicio a Papa Noel | 1996 | Unitario   | Bolivisión            | TVB (2000)  | Distribuido por Safipro |
| Tierra adentro                                                                     | 1997 | Telenovela | Red Uno               | TVB (2000)  | Distribuido por Safipro |
| Cuentos y leyendas de Enrique Alfonso                                              | 1998 | Serie      |                       | TVB (2000)  | Distribuido por Safipro |
| Las tres perfectas solteras                                                        | 2004 | Telenovela | Unitel                | TVB (2000)  | Distribuido por Safipro |

Notas
1. ↑  Actualmente Red Uno
2. ↑  En 1987, ATB y Canal 9 de Santa Cruz firmaron un contrato de afiliación
3. ↑  Actualmente Unitel
4. ↑  Actualmente Bolivisión

## Premios y reconocimientos
• Carmelo Hurtado le valió el galardón del «Cóndor de Plata» y una invitación de la Embajada estadounidense para que organizara una serie de talleres sobre guion.